# André Bontems
Pour les personnes ayant le même patronyme, voir Bontems.
André Bontems, né le 14 mai 1910 à Plombières-les-Bains (Vosges), mort le 3 mars 1988 à Saint-Dié (Vosges), est un évêque catholique français, évêque de Saint-Jean-de-Maurienne de 1960 à 1985, de Tarentaise de 1961 à 1985 puis archevêque de Chambéry, évêque de Maurienne et évêque de Tarentaise de 1966 à 1985.

## Biographie

### Formation
André-Georges Bontems est né le 14 mai 1910 à Plombières-les-Bains, dans les Vosges. Il est né le fils de Alfred Bomtems, horloger-bijoutier à Plombières-les-Bains et de Eugénie Jeangeorges. Il effectue ses études secondaires dans les séminaires de Mattaincourt puis d'Autrey. Il entre ensuite au grand séminaire de Saint-Dié. Il poursuit enfin ses études à l'université de Nancy où il obtient une licence ès lettres.

### Prêtre
Il est ordonné prêtre par Louis-Augustin Marmottin, évêque de Saint-Dié, le 15 avril 1933.
Après son ordination, il est nommé professeur d'histoire au petit séminaire d'Autrey puis en devient le supérieur en 1948. Il y demeure 27 années consécutives, y mène des travaux et entreprend d'écrire l'histoire du lieu.
Il est nommé à la dignité de chanoine honoraire de Saint-Dié en 1949.

### Épiscopat
Le 6 octobre 1960, André Bontems est nommé évêque de Saint-Jean-de-Maurienne. Il est sacré en l'Église Notre-Dame-au-Cierge d'Épinal le 30 novembre 1960 par Henri Brault assisté d'Émile Blanchet, recteur de l'Université catholique de Paris et ancien évêque de Saint-Dié et d'Émile-Charles-Raymond Pirolley, évêque de Nancy.
En 1961, la charge du diocèse de Tarentaise s'ajoute à celle de Saint-Jean-de-Maurienne.
Bomtems est un des pères du concile Vatican II, et participe aux quatre sessions du concile, étalées d'octobre 1962 à décembre 1965.
Il est promu à l'archidiocèse de Chambéry le 26 avril 1966,. Un décret du Saint-Siège, paru à cette même date, unit les trois diocèses du département de la Savoie, Chambéry, Moûtiers et Saint-Jean-de-Maurienne. Les deux derniers sont unis æque principaliter à l'archidiocèse de Chambéry « de telle sorte qu'il y ait un seul et même évêque à la tête des trois diocèses et qu'il soit en même temps archevêque de Chambéry, évêque de Maurienne et évêque de Tarentaise ». André Bontems est ainsi le premier prélat de l'archidiocèse de Chambéry, Maurienne et Tarentaise.
Bomtems se retire et vient s'installer en août 1985 dans les Vosges, à la Maison Saint-Pierre-Fourier qui accueille les prêtres âgés du diocèse de Saint-Dié. Il devient alors aumônier de la clinique de l'avenue de Robache à Saint-Dié et accompagnateur spirituel d'un groupe de la Vie montante.
André Bontems succombe des suites d'un malaise cardiaque le 3 mars 1988, à Saint-Dié,.